# Damiano Caruso
Pour les articles homonymes, voir Caruso (homonymie).
Damiano Caruso, né le 12 octobre 1987 à Raguse en Sicile, est un coureur cycliste italien, membre de l'équipe Bahrain Victorious. Spécialiste des courses par étapes, il a notamment terminé deuxième du Tour d'Italie en 2021, neuvième du Tour d'Espagne en 2014 et dixième du Tour de France en 2020. Sur les courses d'une semaine, il s'est classé deuxième du Tour de Suisse en 2017 et de Tirreno-Adriatico en 2018. Il a également remporté une étape du Tour d'Italie et du Tour d'Espagne en 2021.

## Biographie

### Les débuts et les premières années en tant que professionnel
Damiano Caruso se distingue chez les amateurs en terminant neuvième du Tour de l'Avenir et dixième du championnat du monde espoirs en septembre 2008, puis en remportant une étape du Girobio l'année suivante. Ces résultats lui valent d'obtenir un contrat en juillet 2009 dans l'équipe continentale professionnelle LPR Brakes-Farnese Vini. Cette année-là, il termine à nouveau dixième du championnat du monde espoirs.
Caruso court sa première saison professionnelle complète en 2010. À la suite de la disparition de l'équipe LPR, il rejoint avec dix de ses coéquipiers, ainsi que le directeur sportif Giovanni Fidanza, la nouvelle équipe De Rosa-Stac Plastic. Au cours de cette saison, il multiplie les places d'honneur sur les courses par étapes italiennes. Il termine cinquième du Tour de Sardaigne en février, septième de la Semaine internationale Coppi et Bartali en mars, dixième du Tour du Trentin en avril et septième du Brixia Tour en juillet. Sur les courses d'un jour, il prend également la cinquième place du Tour des Apennins.

### 2011-2014: Liquigas/Cannondale
En 2011, il rejoint une équipe du niveau World Tour, Liquigas-Cannondale. Dès le mois de janvier, il termine quatrième du Tour de la province de Reggio de Calabre. Il court de nombreuses courses par étapes du World Tour tout au long de la saison, terminant notamment 21e de Tirreno-Adriatico, et participe pour la première fois au Tour d'Espagne. Il y prend au sprint la 3e place de la 20e étape à Vitoria, derrière Daniele Bennati et Enrico Gasparotto.

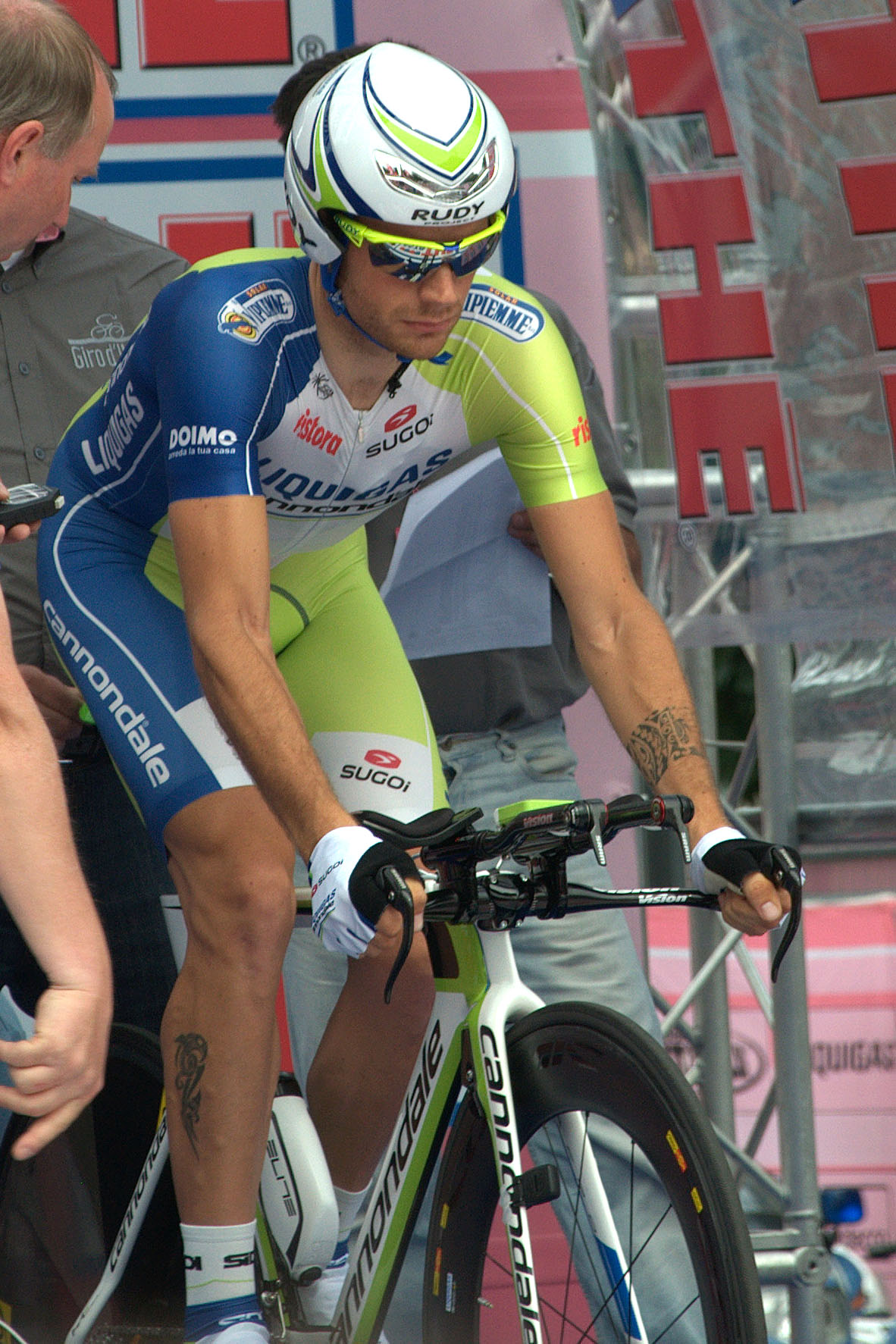
Damiano Caruso au départ d'un contre-la-montre du Tour d'Italie 2012.

En février 2012, le tribunal antidopage du Comité olympique national italien prononce à son encontre une suspension d'un an pour « complicité de tentative d'acquisition de substances interdites », sur la base de faits intervenus en 2007. Il bénéficie d'une peine clémente, prenant en compte sa collaboration à l'enquête. Cette suspension est rétroactive : elle s'étend du 6 décembre 2010 au 5 décembre 2011. Il est donc autorisé à courir en 2012. Il participe au Tour d'Italie en tant qu'équipier d'Ivan Basso. Dans cette course, il porte le maillot blanc de leader du classement des jeunes pendant six jours. Il le perd au profit de Sergio Henao dans l'étape avec arrivée à Cervinia et termine finalement à la vingt-quatrième place du classement général. La même année, il se classe troisième du Tour de Grande-Bretagne, puis récupère la deuxième place après la disqualification pour dopage de Jonathan Tiernan-Locke.
En 2013, vêtu du maillot Cannondale, il remporte son premier succès professionnel lors de la cinquième et dernière étape de la Semaine internationale Coppi et Bartali. Dans la même saison, il se classe dix-neuvième du Tour d'Italie, neuvième des championnats nationaux et troisième du Tour d'Alberta. Il remporte également le classement des grimpeurs du Tour de Pékin.
En 2014, il ne décroche aucun succès, mais il termine cinquième de la Semaine internationale Coppi et Bartali, troisième du Tour d'Autriche et neuvième du Tour d'Espagne, obtenant ainsi son premier top 10 en grand tour. Il est sélectionné pour la course en ligne des championnats du monde 2014 et en prend la 94e place.

### 2015-2018: BMC

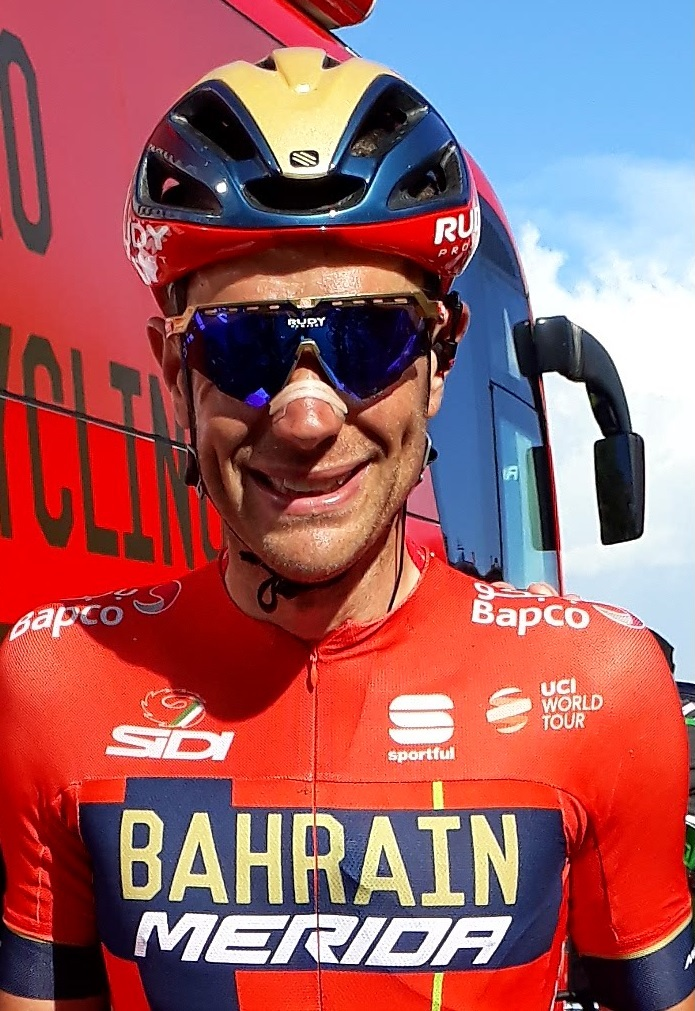
Caruso lors du Tour d'Italie 2019.

Damiano Caruso est recruté en 2015 par l'équipe BMC Racing. Au printemps, il est leader de celle-ci au Tour d'Italie. Il en prend la huitième place à environ 12 minutes du vainqueur Alberto Contador. En juillet, il dispute le Tour de France, cette fois en tant qu'équipier de Tejay van Garderen. Avec ses coéquipiers, il remporte la neuvième étape, disputée en contre-la-montre par équipes.
En 2016, il participe toujours au Tour de France en tant qu'équipier pour ses leaders. Lors de la dixième étape, il figure dans l'échappée du jour, terminant à la huitième place sur la ligne d'arrivée. Par la suite, il participe à la course en ligne aux Jeux olympiques de Rio et termine cinquième du Tour des Fjords.
En 2017, sur Tirreno-Adriatico, il porte pour la première fois le maillot de leader sur une course World Tour grâce à la victoire de son équipe dans le contre-la-montre par équipes inaugural. Il perd le maillot dès le lendemain et se classement finalement douzième du général. En avril, il ne prend pas la dernière étape du Tour des Alpes, bien qu'il soit septième du classement à 42 secondes de Geraint Thomas, pour récupérer en vue de Liège-Bastogne-Liège, où il se classe 31e. Il participe au Tour de Suisse comme leader pour BMC. Après un bon prologue, il prend la deuxième place lors de l'arrivée en montée de Villars-sur-Ollon et prend la tête du général après quatre jours avec 15 secondes d'avance sur Steven Kruijswijk. Il perd son maillot de leader à l'issue de la sixième étape pour quelques centièmes au profit de Domenico Pozzovivo mais reste parmi les meilleurs les jours suivants. Il termine finalement la course à la deuxième place, 48 secondes derrière Simon Špilak. Il s'agit de son premier podium sur une course World Tour. Il débute le Tour de France en tant qu'équipier de Richie Porte, mais récupère le leadership à la suite de la chute et de l'abandon de celui-ci lors de la neuvième étape. Grâce à une échappée au long cours lors de la quinzième étape, Caruso récupère plus de cinq minutes sur les autres coureurs jouant le général et remonte temporairement à la dixième place du classement général. Il conclut la course à la onzième place du classement. Plus tard, il participe au Tour d'Espagne, remportant le contre-la-montre par équipes inaugural avec ses coéquipiers. Il termine la course à la 109e place du classement, sans avoir de résultats notables.
En 2018, il remporte le contre-la-montre par équipes inaugural de Tirreno-Adriatico pour la troisième année consécutive et porte le maillot du leader pendant une journée. Il le récupère une journée après la quatrième étape, mais est finalement devancé par Michał Kwiatkowski et termine deuxième du classement général final à 24 secondes du Polonais. Après avoir terminé cinquième du Critérium du Dauphiné, il tente, sans succès, d'obtenir une victoire d'étape lors du Tour de France. En août, il annonce qu'il a signé un contrat de deux ans avec la formation Bahrain-Merida à partir de la saison 2019. Il est convoqué pour le championnat du monde à Innsbruck. Il se classe troisième du contre-la-montre par équipes avec la BMC et 64e de la course en ligne avec l'Italie.

### Depuis 2019: chez Bahrain
En 2019, après un début de saison difficile dans sa nouvelle équipe Bahrain-Merida, il passe proche de la victoire lors du Tour d'Italie. Lors de la douzième étape, il termine deuxième derrière Cesare Benedetti, puis il est quatrième du contre-la-montre final à Vérone. Lors du Tour de France, il se classe cinquième de la 18e étape avec l'arrivée à Valloire. En 2020, il remporte sa deuxième victoire en tant que professionnel, lors du Circuit de Getxo en Espagne, où il devance Giacomo Nizzolo et Eduard Prades. Lors du Tour de France, il est aligné au côté de Mikel Landa. Il termine septième du dernier contre-la-montre à La Planche des Belles Filles et prend la dixième place du classement général. Il prend part aux mondiaux d'Imola, où il obtient la dixième place de meilleur italien à domicile.
Lors de l'année 2021, il réalise sa meilleure saison à 33 ans. Grâce à sa régularité, il est septième du Tour des Émirats arabes unis, puis neuvième du Tour de Romandie. Aligné sur le Tour d'Italie, il est équipier de Mikel Landa mais l'abandon précoce de celui-ci sur chute offre le leadership à Caruso. La première moitié de course voit Egan Bernal dominer les débats mais les écarts restent minces et la régularité de Caruso lui permet d'être dans le top 10. La première étape plus sélective est la 11e qui se termine à Montalcino et qui passe par les chemins blancs traversés lors des Strade Bianche. Caruso continue d'afficher un bon niveau qui lui permet d'être sur le podium au début de la haute-montagne. Il tient bon au Monte Zoncolan et confirme qu'il peut espérer un podium final à Milan. La 16e étape voit des conditions difficiles s'abattre sur la course avec la pluie et le froid qui entraînent une modification du parcours. Malgré tout, les coureurs affrontent le terrible Passo Giau en fin d'étape. Pendant que Bernal s'envole pour assurer son maillot rose, Caruso fait forte impression et passe 2e au sommet à 35 secondes seulement du Colombien et avec plus d'une minute d'avance sur ses principaux adversaires au podium que sont Simon Yates et Aleksandr Vlasov. En bas d'une descente difficile vers Cortina d'Ampezzo, l'Italien occupe la 2e place du classement général à 2 minutes 24 du leader mais avec surtout près de 2 minutes d'avance sur le 4e. À la Sega di Ala, Bernal montre ses premiers signes de faiblesse en craquant sur le haut du col. Il ne perd que 3 secondes sur Caruso grâce à l'aide de son équipier Daniel Martínez mais des doutes naissent autour du maillot rose comme un potentiel retour de son mal de dos qui l'avait contraint à l'abandon sur le dernier Tour de France. Le Colombien rassure à l'Alpe di Mera en gérant bien sa montée et ainsi, au matin de la dernière étape de montagne, Caruso reste 2e du classement général à 2 minutes 29 du leader mais avec seulement 20 secondes d'avance sur Yates, 3e, qui s'est montré fort lors des deux dernières ascensions. Le podium, lui, semble être assuré avec près de 4 minutes de marge sur Vlasov, 4e. Dans cette 20e étape, l'équipe DSM de Romain Bardet lance les offensives à 60 km de l'arrivée en attaquant dans la descente du San Bernardino. Caruso, aidé par les talents de descendeur de son équipier Pello Bilbao, suit le mouvement. Une entente se fait à l'avant avec même de l'aide de membres de l'échappée comme Giovanni Visconti qui épaule son compatriote et un match à distance se fait entre ce groupe de tête et le peloton mené par l'équipe Ineos de Bernal. Au sommet du Splügenpass, l'écart est de 44 secondes mais grâce au travail de Jonathan Castroviejo, il est limité à 38 secondes au pied de la montée finale vers l'Alpe Motta. Caruso prend ses responsabilités et fait toute l'ascension avec Bardet dans la roue. Derrière, le maillot rose peut compter sur Martinez qui réduit l'écart. Malgré tout, l'Italien se montre très fort. Il parvient à lâcher Bardet à 2 km de l'arrivée et résiste au retour de l'arrière pour décrocher sa première victoire d'étape en Grand Tour et assurer sa seconde place. Il réalise ensuite un très bon contre-la-montre final et termine, à 33 ans, pour la première fois sur un podium de Grand Tour à 1 minute 29 de Bernal. Par la suite, il se classe 24e des Jeux olympiques de Tokyo. Mi-août, il court le Tour d'Espagne, avec un rôle d'électron libre. Il remporte la neuvième étape au sommet de l'Alto de Velefique, après avoir distancé ses compagnons d'échappées et avoir parcouru les 71 derniers kilomètres en solitaire. Il termine 17e du général final et l'équipe Bahrain Victorious gagne le classement par équipes.
Il commence la saison 2022 avec un nouveau statut, avec comme objectif le Tour de France. En première partie de saison, il est septième de Tirreno-Adriatico, quinzième de Milan-San Remo, puis lauréat de deux étapes et du général du Tour de Sicile. Fin avril, il termine sixième du Tour de Romandie grâce à son bon contre-la-montre final. En préparation pour le Tour, il se classe quatrième du Critérium du Dauphiné, à 50 secondes du podium. Il arrive en confiance sur le Tour de France, mais ne parvient pas à suivre les meilleurs et se retrouve classé autour de la vingtième place du général. Avant le départ de la dix-huitième étape, présentant des symptômes grippaux, il est testé positif au SARS-CoV-2 et est non-partant,. Il s'agit de son premier abandon sur un grand tour. De retour à la compétition fin août, il n'obtient aucun résultat notable en fin de saison.
En septembre 2023, son équipe annonce la prolongation de son contrat jusqu'en fin d'année 2025.

## Palmarès et classements mondiaux

### Palmarès amateur
| - 2005 - Coppa Valsenio - Tre Ciclistica Bresciana : - Classement général - 2e étape - 2008 - Champion d'Italie sur route espoirs - 2e du Giro del Montalbano - 2e du Giro delle Valli Cuneesi - 3e du Gran Premio Chianti Colline d'Elsa - 9e du Tour de l'Avenir - 10e du championnat du monde sur route espoirs | - 2009 - Giro Pesca e Nettarina di Romagna : - Classement général - 4e étape - 2e étape du Baby Giro - 10e du championnat du monde sur route espoirs |  |

### Palmarès professionnel
| - 2012 - 2e du Tour de Grande-Bretagne, - 2013 - 5e étape de la Semaine internationale Coppi et Bartali - 3e du Tour d'Alberta - 2014 - 3e du Tour d'Autriche - 9e du Tour d'Espagne - 2015 - 9e étape du Tour de France (contre-la-montre par équipes) - 8e du Tour d'Italie - 2016 - 1re étape de Tirreno-Adriatico (contre-la-montre par équipes) - 2017 - 1re étape de Tirreno-Adriatico (contre-la-montre par équipes) - 1re étape du Tour d'Espagne (contre-la-montre par équipes) - 2e du Tour de Suisse - 2018 - 1re étape de Tirreno-Adriatico (contre-la-montre par équipes) - 3e étape du Tour de France (contre-la-montre par équipes) - 2e de Tirreno-Adriatico - 3e du championnat du monde du contre-la-montre par équipes - 5e du Critérium du Dauphiné | - 2020 - Circuit de Getxo - 10e du Tour de France - 10e du championnat du monde sur route - 2021 - 20e étape du Tour d'Italie - 9e étape du Tour d'Espagne - 2e du Tour d'Italie - 7e du Tour des Émirats arabes unis - 9e du Tour de Romandie - 2022 - Tour de Sicile : - Classement général - 2e et 4e étapes - 4e du Critérium du Dauphiné - 6e du Tour de Romandie - 7e de Tirreno-Adriatico - 2023 - 3e du Tour de Romandie - 4e du Tour d'Italie - 2025 - 4e étape du Tour de Burgos - 5e du Tour d'Italie |  |

### Résultats sur les grands tours

#### Tour de France
7 participations
- 2015 : 53e, vainqueur de la 9e étape (contre-la-montre par équipes)
- 2016 : 22e
- 2017 : 11e
- 2018 : 20e, vainqueur de la 3e étape (contre-la-montre par équipes)
- 2019 : 58e
- 2020 : 10e
- 2022 : non-partant (18e étape)

#### Tour d'Italie
8 participations
- 2012 : 24e
- 2013 : 19e
- 2015 : 8e
- 2019 : 23e
- 2021 : 2e, vainqueur de la 20e étape
- 2023 : 4e
- 2024 : 17e
- 2025 : 5e

#### Tour d'Espagne
6 participations
- 2011 : 74e
- 2014 : 9e
- 2017 : 109e, vainqueur de la 1re étape (contre-la-montre par équipes)
- 2021 : 17e, vainqueur de la 9e étape
- 2023 : 19e
- 2024 : non-partant (7e étape)

### Classements mondiaux
| Année                                 | 2007 | 2008 | 2009 | 2010 | 2011 | 2012 | 2013 | 2014 | 2015 | 2016 | 2017 | 2018 | 2019 | 2020 | 2021 | 2022 | 2023 | 2024 |
| ------------------------------------- | ---- | ---- | ---- | ---- | ---- | ---- | ---- | ---- | ---- | ---- | ---- | ---- | ---- | ---- | ---- | ---- | ---- | ---- |
| UCI World Tour                        |      |      |      |      | 173e | 210e | 154e | 87e  | 69e  | nc   | 53e  | 50e  |      |      |      |      |      |      |
| Classement mondial                    |      |      |      |      |      |      |      |      |      | 202e | 68e  | 69e  | 422e | 92e  | 37e  | 70e  | 42e  | 441e |
| UCI Europe Tour                       | 645e | 667e | 424e | 163e |      |      |      |      |      | 462e | 380e | 581e | 335e | 77e  | 33e  | 58e  | 37e  | nc   |
| UCI America Tour                      | nc   | nc   | nc   | nc   |      |      |      |      |      | 356e | nc   | nc   |      |      |      |      |      |      |
|                                       |      |      |      |      |      |      |      |      |      |      |      |      |      |      |      |      |      |      |
| Légende : nc = non classéSource : UCI |      |      |      |      |      |      |      |      |      |      |      |      |      |      |      |      |      |      |